# Les Frères ennemis (Les Simpson)
Pour les articles homonymes, voir Les Frères ennemis et Frères ennemis.
Les Frères ennemis (Brother From Another Series) est le 16e épisode de la saison 8 de la série télévisée d'animation Les Simpson.

## Synopsis
Les Simpson regardent à la télévision l'émission de Krusty le Clown. Celui-ci se rend en prison pour interviewer des prisonniers. L'un des criminels interviewés est Tahiti Bob, qui lisait une liste de ses crimes, comprenant ses projets de tuer Bart Simpson. Bart Simpson a une crise de panique, car il est nerveux et soupçonneux lorsque Bob est relâché de prison. Celui-ci est alors employé par son frère Cecil, qui l'a jalousé fortement lorsque Krusty l'a engagé : il voulait devenir Tahiti Cecil, mais Krusty a préféré Bob.
Cecil a engagé Bob pour construire un barrage à Springfield. En cherchant des indices pour prouver que Bob est toujours un criminel, Bart et Lisa découvrent quelques millions de dollars. Ils essaient de confondre Bob, mais celui-ci est vraiment surpris par la présence de cet argent. On apprend que Cecil est un escroc, et que le barrage est construit avec des matériaux de qualité inférieure. Le projet de Cecil est de submerger la ville en faisant éclater le barrage : il y a installé de la dynamite, mais Bob coupe les câbles afin d'empêcher la mort de Bart Simpson. La ville et les enfants Simpson sont sauvés, mais les policiers décident de remettre Bob en prison, avec son frère.